# Теодора Гессен-Дармштадтська
Теодора Гессен-Дармштадтська (нім. Theodora von Hessen-Darmstadt, 6 лютого 1706 —23 січня 1784) — німецька та італійська шляхтянка, донька принца Гессен-Дармштадтського Філіпа та принцеси де Круа-Гавре Марії Терези, дружина герцога Гуасталли Антоніо Ферранте Гонзага.

## Біографія
Теодора народилась у Відні 6 лютого 1706 року. Вона була першою донькою і третьою дитиною в родині принца Гессен-Дармштадтського Філіпа та його дружини Марії Терези де Круа-Гавре. Росла вона разом із братами: старшим Йозефом Ігнасом та молодшим Леопольдом, інші померли у ранньому віці. Коли дівчинці було вісім, батька призначили губернатором Мантуї.
23 лютого 1727 року 19-річну Теодору було пошлюблено із герцогом Гуасталли Антоніо Ферранте Гонзага, який був старшим від неї на двадцять років. Весілля відбувалось у Мантуї. Для нареченого це був другий шлюб, перший, із  Маргаритою Сфорца, залишився бездітним. Антоніо важко було назвати привабливим: людиною він був грубою, неосвіченою, до того ж кульгав. Єдиною його пристрастю було полювання. Воно ж і стало причиною його передчасної смерті: повертаючись додому, промоклий під дощем і втомлений, герцог, боячись замерзнути, розтір тіло алкоголем і підійшов до камину. Тієї ж миті він загорівся, а через три дні помер після болісної агонії. Дітей у шлюбі подружжя не мало. Правителем Гуасталли став діверь Теодори — Джузеппе Марія Гонзага. 
Вдруге вона заміж не вийшла. Померла 23 січня 1784 року у Пармі у 77-річному віці.